# Erysiphe syringae

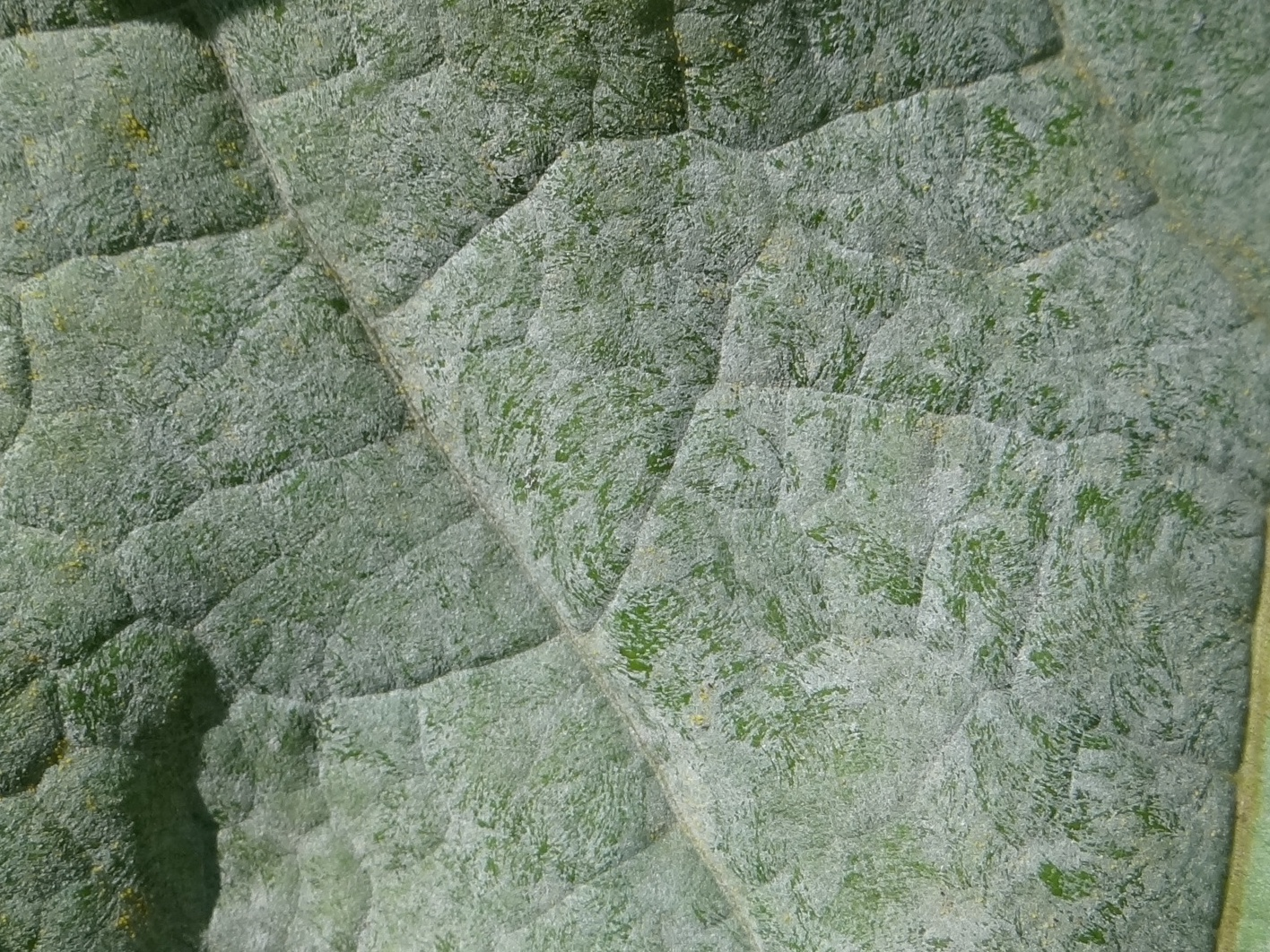

Erysiphe syringae Schwein. – gatunek  grzybów należący do rodziny mączniakowatych (Erysiphaceae). Pasożyt bezwzględny rozwijający się na niektórych gatunkach roślin z rodziny oliwkowatych (Oleaceae).

## Systematyka i nazewnictwo
Pozycja w klasyfikacji według Index Fungorum: Erysiphe, Erysiphaceae, Helotiales, Leotiomycetidae, Leotiomycetes, Pezizomycotina, Ascomycota, Fungi. 
Synonim: Microsphaera syringae (Schwein.) H. Magn. 1898:
Lektotyp: na Syringa vulgaris, okaz zielnikowy Schweinitz (PH). (Lecto-).

## Morfologia
Grzyb mikroskopijny. Biała lub białoszara grzybnia rozwija się głównie na górnej  powierzchni liści, oraz na pąkach. Początkowo tworzy  delikatny rzadki, rozproszony nalot, z czasem gęstniejący. Wytwarza on konidia o kształcie od elipsoidalnego do baryłkowatego i rozmiarach 25–35 × 12,5–19 μm. Kuliste klejstotecja rozproszone, lub w skupiskach. Mają średnicę (65–) 80–110 (–125) μm i zbudowane są z nieregularnie wielobocznych komórek o średnicy 8–25 μm. Przyczepki o szerokości 3–16 μm, wyrastają z równikowych okolic klejstotecjów. Są dość sztywne, cienkościenne, mają długość  (0,5–) 1–1,5 (–2)  średnic klejstotecjum. Na przekroju poprzecznym są okrągłe, mają chropowatą powierzchnię, rzadko gładką, są bezbarwne lub słabo wybarwione, posiadają zazwyczaj 0–1 przegród, rzadko są dwuprzegrodowe. Rozgałęziają się dichotomicznie 3–5 razy. Gałązki na pierwszym rozgałęzieniu są lekko wydłużone, rozgałęzienia są dość luźne. W klejstotecjum worki wyrastają w liczbie 3–6 na krótkich szypułkach. Zazwyczaj są prawie kuliste, mają rozmiar 35–60 × 25–45 μm, 3–6 (–7) μm. W każdym worku powstaje przeważnie po 4–5 elipsoidalno-jajowatych askospor o rozmiarach 15–25 × 9–15 μm.
W Europie klejstotecja tworzy bardzo rzadko. 

## Występowanie
Opisano występowanie tego gatunku w Ameryce Północnej  (USA, Kanada). Jako gatunek zawleczony rozprzestrzenił się w  Europie, na Syberii i w Australii. Rozwija się na następujących gatunkach i rodzajach roślin: Chionanthus virginica, Forestiera acuminata, Fraxinus, Ligustrum Syringa amurensis, Syringa chinensis, Syringa persica, Syringa tomentella, Syringa vulgaris.
W Polsce podano występowanie Erysiphe syringae na ligustrze pospolitym i lilaku pospolitym. Na roślinach tych występuje także drugi gatunek – Erysiphe syringae-japonicae. Rozróżnia się je mikroskopowo i metodami biologii molekularnej.

## Znaczenie
Na porażonych roślinach wywołuje chorobę o nazwie mączniak prawdziwy. Rozwija się ona jednak dopiero pod koniec sezonu wegetacyjnego i nie wyrządza roślinom większej szkody. Zapobiega się jej poprzez wygrabianie opadłych liści, na których patogen zimuje.